# کاترین نیوتون
کاترین نیوتون (انگلیسی: Kathryn Newton؛ زادهٔ ۸ فوریهٔ ۱۹۹۷) بازیگر اهل ایالات متحده آمریکا است. وی از سال ۲۰۰۲ میلادی تاکنون مشغول فعالیت بوده‌است.

## بخشی از فیلم‌شناسی
- معلم بد (۲۰۱۱)
- فعالیت فراطبیعی ۴ در نقش دختر خانواده (۲۰۱۲)
- جوانک رزمی‌کار (۲۰۱۵)
- لیدی برد (۲۰۱۷)
- سه بیلبورد خارج از ابینگ، میزوری (۲۰۱۷)
- بازدارندگان در نقش جولی (۲۰۱۸)
- بن برگشته (۲۰۱۸)
- کارآگاه پیکاچو (۲۰۱۹)
- عجیب و غریب (۲۰۲۰)
- مرد مورچه‌ای و زنبورک: شیدایی کوانتومی (۲۰۲۲)
- گری مجرد (۲۰۰۸–۲۰۱۰)
- مد من (۲۰۱۳)
- سوپرنچرال در نقش کلیر دختر فرشته ای بنام کستیل (۲۰۱۴–۲۰۱۸)
- دروغ‌های کوچک بزرگ (۲۰۱۷، ۲۰۱۹)